# Нагрудний знак спостерігача

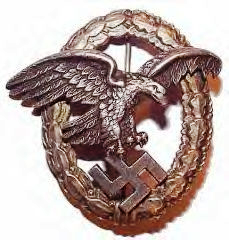
Нагрудний знак спостерігача.

Нагрудний знак спостерігача (нім. Beobachterabzeichen) — військові нагороди Третього Рейху.

## Історія
Знак був заснований 19 січня 1935 року рейхсміністром авіації Германом Герінгом. Знаком нагороджувалися екіпажі літаків Люфтваффе, які здійснювали розвідувально-оперативну діяльність в спостереженні, коригування вогню, аерофотозйомки (Фокке-Вульф Fw 189 відомий на радянсько-німецькому фронті як «Рама»), навігації, прицілюванні і скиданням бомб, і які перебували на посадах спостерігачів, штурманів і штурманів-бомбардирів за 2 місяці кваліфікаційної служби або 5 оперативних вильотів. До 31 липня 1944 року ці вимоги зросли до 1 року. Крім того, кваліфікаційні вимоги могли бути скорочені в разі поранення в навчальному або бойовому польоті. Після успішного проходження льотних курсів володар знака міг претендувати на Комбінований Знак Пілот-Спостерігач.

## Опис знака, вручення і правило носіння
Знак має овальну форму з вінком із дубового та лаврового листя (символ переможців) і ширяє орлом тримає в пазурах свастику. Кріплення до одягу здійснювалося за допомогою шпильки вертикального затиску. На початку випуск нагороди здійснювався з «нікелевого срібла» (нейзильберу), під кінець II Світової війни, в зв'язку, з браком і економією ресурсів став випускатися з цинку і його сплавів. Маркування знака здійснювалася з тильного боку нагороди, зазвичай це були берлінські фірми Карла Еріха Юнкера і Пауля Мейбаура, а також і інші. Кваліфікаційний знак носився на лівій стороні парадного мундира або повсякденному уніформи. Вручався знак в коробці або в конверті в урочистій обстановці, з врученням документів, а також записами до них в книжці військовослужбовця.

## Сучасний статус нагороди
У відповідність з законом Федеративної Республіки Німеччина про становище нагород 3 Рейху, зокрема його орденів і медалей, а також їх назви, випуску 1933—1945 рр. від 26 липня 1957 р кваліфікаційний нагрудний знак Люфтваффе «Спостерігач» проводився в денацифікованій версії без свастики.